# Nieuw Statendam
La Nieuw Statendam è una nave da crociera della compagnia Holland America Line, la seconda nave della classe Pinnacle dopo la Koningsdam.
Il nome deriva da "Statendam", nome di numerose navi precedenti della flotta Holland America.

## Navi gemelle
- Koningsdam
- Rotterdam